# 新畑雄飛
新畑 雄飛（しんばた ゆうひ、1993年11月29日 - ）は、日本の男性ボウラー。福井県スポーツ協会所属。公益財団法人全日本ボウリング協会 全日本ナショナルチームメンバー。
高い回転数で繰り出される高スピードのボールが特徴。

## 来歴
東京都出身。
小学4年生で参加したジュニアボウリング教室。小学5年で出場した大会で優勝者のプレイに魅了され、「スポーツ競技」としてのボウリングを意識するようになる。
明星学園高等学校在学時、高校2年生で全日本高校ボウリング選手権大会にて優勝。2011年、全日本ボウリング協会のユースナショナルメンバーとなる。
2012年に千葉商科大学商経学部商学科に進学。2013年からはナショナルチームのメンバーを務めている。

## 主な戦績

### 国際大会
- 2013年 第17回アジアユース選手権大会 4人チーム戦 優勝
- 2014年 第13回世界ユース選手権大会 4人チーム戦 第3位
- 2016年 第24回アジア選手権大会 チーム戦優勝、オールエベンツ 第2位

### 国内大会
- 2008年 第32回全日本中学選手権大会 第8位
- 2008年 第63回大分国体 少年男子個人戦第 5位
- 2010年 第34回全日本高校選手権大会 優勝
- 2010年 第65回千葉国体 少年男子個人戦 第1位
- 2011年 第35回全日本高校選手権大会 準優勝
- 2011年 第66回山口国体 少年男子個人戦 第8位
- 2013年 NHK杯 第47回全日本選抜選手権大会 第3位
- 2014年 第45回全日本大学個人選手権大会 第6位
- 2014年 NHK杯 第48回全日本選抜選手権大会 第3位
- 2015年 第46回全日本大学個人選手権大会 第6位
- 2015年 NHK杯 第49回全日本選抜選手権大会 第6位
- 2015年 第44回全国都道府県対抗選手権大会 選手権者決定戦 第6位
- 2016年 第54回全日本選手権大会 マスターズ戦 優勝
- 2017年 NHK杯 第51回全日本選抜選手権大会 準優勝
- 2018年 第55回東日本選手権大会 選手権者決定戦 第6位
- 2018年 第47回全国都道府県対抗選手権大会 選手権者決定戦 準優勝